# Inverzní zobrazení
Inverzní zobrazení k nějakému zobrazení {\displaystyle f:A\rightarrow B} přiřazuje prvkům z množiny B prvky množiny A, tedy obrazům zobrazení f jejich vzory. Laicky řečeno, inverzní zobrazení zobrazuje „opačným směrem“ než původní zobrazení. Je-li zobrazení funkcí, hovoříme o jeho inverzním zobrazení jako o inverzní funkci.

## Definice
Je-li {\displaystyle f:A\rightarrow B} zobrazení, neboli {\displaystyle f=\left\lbrace (a,b)|a\in A,b\in B\right\rbrace }, pak inverzní zobrazení je {\displaystyle f^{-1}:B\rightarrow A} takové, že {\displaystyle f^{-1}(b)=a\Leftrightarrow f(a)=b} nebo také {\displaystyle (b,a)\in f^{-1}\Leftrightarrow (a,b)\in f} (zde {\displaystyle f} a {\displaystyle f^{-1}} jsou ve smyslu relace). Z toho vyplývá, že zobrazení f musí být prosté, tzn. různým prvkům {\displaystyle a,a'} musí přiřazovat různé prvky {\displaystyle b,b'} – jinak by nebylo jednoznačně určeno, na co se má zobrazit prvek b v inverzním zobrazení.

## Vlastnosti
Inverzní zobrazení je:
- prosté
- surjektivní („na“)
- {\displaystyle f(f^{-1}(x))=f^{-1}(f(x))=x}

Ke každému vzájemně jednoznačnému zobrazení existuje zobrazení inverzní. Jestliže k nějakému zobrazení f existuje inverzní zobrazení, říkáme, že f je invertibilní nebo že vykazuje invertibilitu.

## Využití
Neexistenci snadno spočítatelné inverzní funkce využívají jednosměrné funkce a hašovací funkce.